# Две жени
„Две жени“ (на английски: The Adventure of the Two Women) е разказ на писателя Адриан Конан Дойл за известния детектив Шерлок Холмс. Включен е в сборника с разкази „Подвизите на Шерлок Холмс“ (The Exploits of Sherlock Holmes) публикуван през 1954 г.

## Сюжет
Внимание:  Текстът по-долу разкрива сюжета на произведението (или части от него)!
Към Шерлок Холмс за помощ се обръща вдовицата на херцог Карингфорд. В навечерието на сватбата на дъщеря ѝ, херцогинята е станала жертва на изнудване. Оказва се, че преди много години, бъдещият съпруг на херцогинята, г-н Хенри Гладсдейл, се е оженил за французойка. След това, след смъртта на чичо си, той наследява титлата херцог, и скоро се е оженил повторно, без да прекрати първия брак.
Свидетелството от първия брак на херцога се оказва в ръцете на най-опасната авантюристка Едит фон Ламерайн. Престъпничката заплашва да разобличи вдовицата, в резултат, на което херцогинята може да бъде лишен от титлата си, а дъщерята ѝ да бъде обявена за незаконно родена. За мълчанието си фон Ламерайн не иска пари, а секретните документи, които се съхраняват в сейфа на покойния ѝ съпруг. А тези документи съдържат държавни тайни на Обединеното кралство.
Внезапно на Бейкър Стрийт идва Лакей Бойс, главатар на една от най-опасните банди в Лондон. Той грубо заплашва Холмс, съветвайки го да не се намесва в делата фон Ламерайн, и дори се опитва да убие детектива. Само помощта на Уотсън е избегната трагедията.
Холмс и Уотсън се срещат с херцогинята. Холмс я моли да напише писмо до фон Ламерайн, в което тя да даде съгласие да предаде на авантюристката тайните документи. Но в действителност Холмс ще използва това, за да влезе в дома на фон Ламерайн и да провери истинността на уличаващите документи.
В полунощ Холмс и Уотсън, разбивайки прозореца, влизат в библиотеката, където в сейфа се съхранява свидетелството за брак. Скоро, привлечена от шума, в библиотеката идва фон Ламерайн и заварва там „престъпниците“. Авантюристката заплашва Холмс, че веднага ще се обади в полицията, но Холмс тихо поисква от фон Ламерайн му даде удостоверението за брак, така че той да може да потвърди неговата автентичност. Внимателно разглеждайки документа, Холмс заявява, че той е фалшив. Документът показва, че е бил подписан от Хенри Гладсдейл през 1848 г., но мастилото, с което е положен подписа, е изобретено през 1956 г. Вбесена от това разобличение авантюристката нарежда на Холмс веднага напуснат дома ѝ.
След известно време Холмс получава две писма. В първото херцогинята му изказва благодарности за оказаната помощ. А в другото писмо, което е неподписано, Холмс е заплашен с отмъщение.

## Интересни факти
Основа за написването на разказа е споменаването на случая в роман на Артър Конан Дойл „Баскервилското куче“. 
| „ | ...Към настоящия момент един от най-почитаните имена в Англия се опетнено от изнудвачи и само аз мога да спра катастрофалния скандал. ... | “ |